# Pointe des Mossettes
La pointe des Mossettes est une montagne de Suisse située dans le Chablais valaisan, dans le canton du Valais, et qui culmine à 2 277 mètres d'altitude.

## Toponymie
Le toponyme « Mossettes » viendrait du patois « motseta » signifiant « lieu où se rassemblent les éperviers », ces derniers étant appelés « motsé ». Selon Henri Jaccard le nom pourrait également être monté depuis les marécages à la base de la montagne. Le nom serait ainsi un diminutif de « mosse », que Jaccard lie à l'allemand « Moos », signifiant « marécage », soit « petits marécages ».

## Géographie
Dominant le val d'Illiez à l'est et la station des Crosets dans le domaine skiable des Portes du Soleil, la pointe des Mossettes fait partie du massif du Chablais. Elle est située sur la ligne de crête séparant les bassins versants de la Vièze à l'est et de la Dranse de Morzine à l'ouest. Cependant, la frontière entre la France et la Suisse qui suit majoritairement la ligne de crête dans sa partie alpine entre le Léman et le massif du Mont-Blanc ne passe pas au sommet de la pointe des Mossettes. Au nord, descendant de la pointe de Chésery par son arête sur l'adret, la frontière file en ligne quasi droite vers le sud-sud-est en direction de la crête entre la Grande Conche et pointe de Chavanette. De ce fait, elle laisse du côté français le col de Chésery en lui-même en passant à une cinquantaine de mètres à l'est et laisse du côté helvète les flancs occidentaux et les sommets de la pointe des Mossettes et de la Grande Conche en passant à environ 500 mètres à l'ouest.

## Activités
Le sommet de la pointe des Mossettes est desservi par deux télésièges quatre places : l'Express des Mossettes côté France et le « TGV » Mossettes côté Suisse. En hiver, ils permettent de joindre les Crosets à Avoriaz au sein du domaine skiable des Portes du Soleil,. L'Express des Mossettes est construit par Poma en 1993 afin de simplifier la liaison France-Suisse, qui n'était alors possible que par le pas de Chavanette ou le col de Grand Conches. Le « TGV » Mossettes est construit par Garaventa, en 1994 en remplacement d'une télécabine datant de 1967. Un restaurant de 380 places est construit en même temps au sommet de la pointe des Mossettes.
Trois pistes de ski sont accessibles depuis la pointe des Mossettes côté français : la piste bleue de l'Abricotine qui permet d'accéder à Grand Conches et au télésiège de Cuboré avant de redescendre au départ du télésiège de l'Express, la piste rouge des Cases qui longe le télésiège de Cuboré avant de rejoindre l'Abricotine et la piste noire non damée « Snowcross Frontalière » qui suit le tracé du télésiège de l'Express avant de rejoindre l'Abricotine. Côté suisse, la piste rouge des Mossettes permet de rejoindre les Crosets par deux itinéraires et d'accéder aux pistes de la Tovassière, en direction de Morgins, et de la pointe de l'Au.
En été, la pointe des Mossettes est accessible à pied depuis les Crosets en 3 h de marche. Le télésiège « TGV » Mossettes est également ouvert de fin juin à fin août.